# Skronie
Skronie (deutsch Krühne) ist ein Dorf in der Woiwodschaft Westpommern in Polen. Es gehört zur Gmina Gościno (Gemeinde Groß Jestin) im Powiat Kołobrzeski (Kolberger Kreis).

## Geographische Lage
Das Dorf liegt in Hinterpommern, etwa 105 Kilometer nordöstlich von Stettin und etwa 15 Kilometer südöstlich von Kołobrzeg (Kolberg), knapp ein Kilometer südlich der Persante am Rande eines kleinen Seitentals.
Die nächsten Nachbarorte sind Mołtowo (Moltow) im Südwesten und Pobłocie Małe (Klein Pobloth) im Südosten. Im Nordosten liegt eine weite Waldfläche, der Skroński Las (die Krühne). Etwa 1 ½ Kilometer nördlich liegt die Wüstung Krühner Mühle.

## Geschichte
Die erste gesicherte urkundliche Nennung des Dorfes stammt aus dem Jahre 1276. Damals bestätigte Hermann von Gleichen, Bischof von Cammin, dem Kolberger Domkapitel seine Besitzungen. Darunter war auch das damals „Crune“ genannte Dorf. Im Jahre 1280 bestätigte der Bischof dem Domkapitel erneut den Besitz von Krühne. Aus dieser Urkunde geht hervor, dass ein Ritter namens Bispraw das Dorf vom Bischof zu Lehen gehabt, es aber dem Domkapitel übertragen hatte. Im Jahre 1306 besaß der Ritter Lubbo Glasenapp (aus der adligen Familie Glasenapp) Krühne vom Domkapitel zu Lehen. Nach dessen Tod kam es zu Eigentumsstreitigkeiten, an deren Ende Krühne wieder in den Besitz des Kolberger Domkapitels gelangte.
Im Jahre 1494 schließlich kaufte Henning Manteuffel dem Domkapitel Krühne ab. Krühne blieb danach lange Jahre ein Lehen der adligen Familie Manteuffel.
Auf der Lubinschen Karte des Herzogtums Pommern von 1618 ist „Crine“ eingetragen, erscheint freilich etwas verschoben zwischen Groß Jestin und Moltow.
Krühne gehörte jedenfalls seit dem 18. Jahrhundert zu einem größeren Güterkomplex. Nach dem Tod des Landrates Christoph Arnd von Manteuffel fiel Krühne zusammen mit Kerstin, Kruckenbeck und Gandelin an dessen einzigen Sohn Ernst Christoph von Manteuffel (* 1676; † 1749). Dieser ließ die Güter 1731 allodifizieren. Er verkaufte sie 1748 an seine Tochter Henriette Johanna Konstantia und deren Gemahl, den späteren Obersten Balthasar Friedrich von der Goltz (* 1708; † 1757). Erstere verkaufte die Güter 1764 an Sophia Wilhelmina von Gaudecker, geborene von Hertfeld. Auf diese Weise kam Krühne in den Besitz der Familie von Gaudecker, bei der es bis 1945 blieb.
In Ludwig Wilhelm Brüggemanns Ausführlicher Beschreibung des Herzogtums Vor- und Hinterpommern (1784) ist Krühne unter den adeligen Gütern des Fürstentums Cammin als „ein ritterfreies Vorwerk“ aufgeführt. Damals gab es hier einen „Ackerhof“ (den Gutsbetrieb), eine Wassermühle (die Krühner Mühle) und drei Kossätenhöfe.
Als Politiker wurde der Krühner Gutsbesitzer Albert Scipio Barnabas von Gaudecker-Kerstin (* 1799; † 1866) überregional bekannt. Aus seiner Zeit stammen mehrere Überlieferungen, auch zum Hauptwohnsitz Schloss Kerstin.
Bis 1928 hatte Krühne – obwohl praktisch seit mehr als 200 Jahren ein größeres Vorwerk von Kerstin – den Status eines selbständigen Ritterguts und Gutsbezirks, wurde dann aber nach Kerstin eingemeindet. Bis 1945 bildete Krühne einen Wohnplatz in der Gemeinde Kerstin gehörte mit dieser zum Kreis Kolberg-Körlin. Um 1938 beinhaltete das Rittergut Krühne der Familie von Gaudecker 361 ha. Zum landwirtschaftlichen teilbetrieb gehörte eine große Schafszucht und eine Schweinemastanlage. Zum Rittergut gehörten auch 44 ha Wald. Der Gutsbetrieb in Krühne stand unter der Leitung des Inspektor K. Geißler.
Letzter Gutsherr war der Major d. R. a. D. Hermann von Gaudecker-Kerstin (* 1903; † 1986), verheiratet mit Helma Wahnschaffe (* 1906; † 1999), einer Tochter des Arnold Wahnschaffe. 
1945 kam Krühne, wie ganz Hinterpommern, an Polen. Der Ort erhielt den polnischen Ortsnamen „Skronie“. Das Dorf gehört heute zur Gmina Gościno (Gemeinde Groß Jestin) und ist dem Schulzenamt Mołtowo (Moltow) angegliedert. Heute ist das Dorf weitgehend verlassen; zuletzt hat sich die Einwohnerzahl in dem Zeitraum von 2014 bis 2017 von 11 Einwohnern auf 6 Einwohner halbiert.

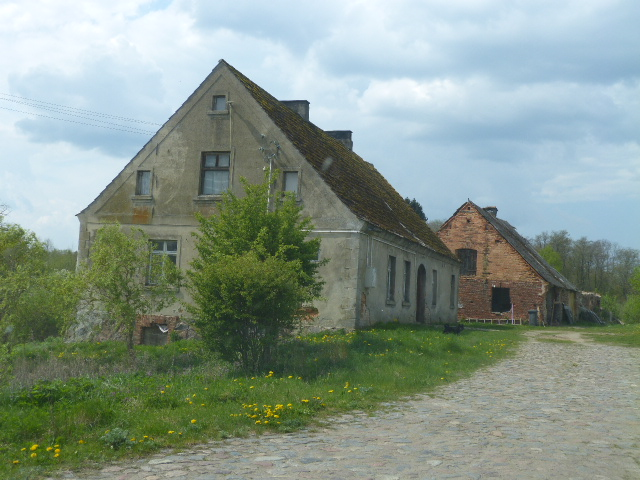
Ortsbild (Aufnahme von 2014)

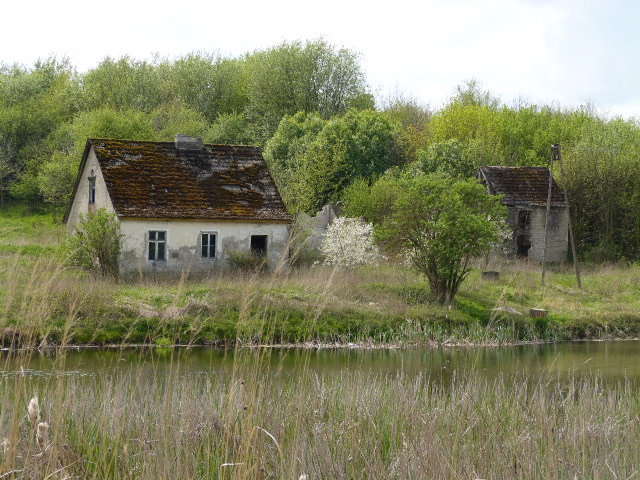
Ortsbild mit verlassenem Hof (Aufnahme von 2014)

## Entwicklung der Einwohnerzahlen
- 1816: 84 Einwohner[9]
- 1855: 96 Einwohner[9]
- 1867: 79 Einwohner[9]
- 1885: 94 Einwohner[9]
- 1905: 85 Einwohner[9]
- 1925: 85 Einwohner[9]
- 2014: 11 Einwohner[1]
- 2017: 06 Einwohner[1]

## Kirche
Bei überwiegend evangelischer Bevölkerung gehörte Krühne bis 1945 zum Kirchspiel Kerstin (Karścino) im Kirchenkreis Belgard (Białogard) in der Kirchenprovinz Pommern der Kirche der Altpreußischen Union.

## Schule
In Krühne gab es bis Ende der 1920er Jahre eine eigene Schule, die jedoch nach der Eingemeindung des Ortes nach Kerstin (Karścino) aufgegeben wurde.